# Нинослав Јовановић
Нинослав Јовановић (Зајечар, 17. октобар 1979) српски је писац и сликар.

## Биографија
Рођен је 17. октобра 1979. године у Зајечару. Основну и средњу школу завршио је у месту рођења. Уписао је Вишу школу унутрашњих послова у Земуну и на истој дипломирао у пролеће 2002. године. По заснивању радног односа у Министарство унутрашњих послова Републике Србије, године 2003. уписује Факултет за менаџмент у Зајечару — Мегатренд Универзитета у Београду и по завршетку студија стиче звање - дипломирани економиста.
У Полицијској управи Зајечар од заснивања радног односа обављао је више полицијских послова, почев од полицијског службеника до официра полиције у чину - мајор полиције.Од октобра 2023.године обавља послове дисциплинског старешине у Министарству унутрашњих послова Р.Србије.
Живи са супругом Др Санелом Радисављевић. Отац је двојице дечака, Луке и Јована.